# Asia Carrera

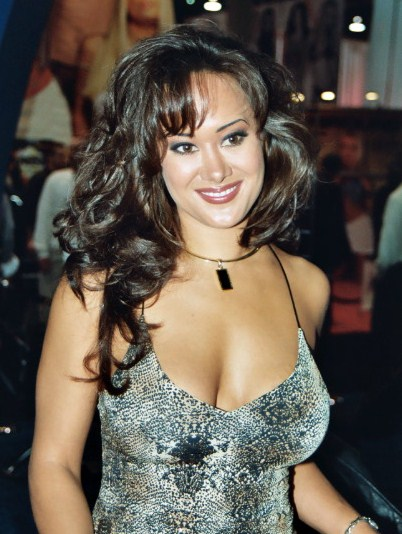
Asia Carrera auf der AVN Adult Entertainment Expo (2003)

Asia Carrera (auch Jessica Bennett, eigentlich Jessica Andrea Steinhauser; * 6. August 1973 in New York) ist eine ehemalige US-amerikanische Pornodarstellerin.

## Leben
Asia Carrera wurde als Tochter einer deutschen Mutter und eines japanischen Vaters 1973 in New York City geboren und wuchs danach in Little Silver, New Jersey auf. Dort besuchte sie die örtliche High School und lernte als Kind das Klavierspiel. Bereits vor Vollendung des 15. Lebensjahrs war sie zweimal in der Carnegie Hall aufgetreten. Im Alter von 16 Jahren verließ sie ihr Elternhaus und unterrichtete zunächst Englisch an einem College im japanischen Tsuruga, da ihr nach ihrer eigenen Aussage der akademische Leistungsdruck, den ihre Eltern auf sie ausübten, zu stark wurde. Sie ist Mitglied von Mensa, einem Verein für Menschen mit hohem Intelligenzquotienten, und hat einen IQ von 156.
Im Jahr 1993 begann sie mit 20 Jahren ihre Tätigkeit als Pornodarstellerin. Ihren Künstlernamen wählte sie nach der Schauspielerin Tia Carrere. Bereits 1995 gewann sie den bedeutendsten AVN Award als Female Performer of the Year und heiratete im gleichen Jahr den Pornoproduzenten Bud Lee. Nach einer langen Trennungszeit ließen sie sich am 29. September 2003 scheiden. In diesem Jahr beendete sie auch ihre Tätigkeit im Pornogewerbe, tritt aber seit ihrer zweiten Heirat trotzdem als Asia Carrera-Lemmon auf. Bis zu diesem Zeitpunkt hatte sie laut IAFD in 400 Filmen mitgewirkt. Zwei Jahre zuvor war sie in die Hall of Fame der AVN aufgenommen worden. 2007 wurde sie außerdem als bisher einzige Person durch eine offizielle Wahl der XRCO-Mitglieder in deren Hall of Fame aufgenommen.
Am 19. Dezember 2003 heiratete sie den Ernährungswissenschaftler und Autor Don Lemmon. Dieser starb am 10. Juni 2006 bei einem Autounfall, als sie mit ihrem zweiten Kind schwanger war. Carrera lebt seit ihrer Heirat in St. George, Utah und hat zwei Kinder, eine Tochter und einen Sohn. 2010 verriet sie, dass sie nach dem Tod ihres Mannes Alkoholikerin geworden sei und seit 2010 bei den Anonymen Alkoholikern teilnehme, ohne dafür an Gott glauben zu müssen. Später brachte sie ein drittes Kind zur Welt, dessen Vater ein Samenspender ist. Im September 2012 gab sie bekannt, den Sohn an ein befreundetes Paar zur Adoption gegeben zu haben. Wie ihr Vater, ihre beiden Brüder und ihr erster Sohn hat sie das Asperger-Syndrom.
Asia Carrera beschrieb sich selbst als „Nerd der Pornographie“ (nerd of porn). Ihre Webseite gestaltet sie nach ihren eigenen Angaben selbst. Darauf beschreibt sie sehr ausführlich ihre Gefühle und Schwierigkeiten, die sie seit dem Tod ihres Ehemannes durchleidet. Eine Rückkehr ins Pornogeschäft schließt sie dabei kategorisch aus und lebt vor allem wegen ihrer Kinder im laut ihr konservativen, verbrechenarmen St. George, stellt jedoch ebenso klar, dass sie kein Problem mit Pornografie hat. Darüber hinaus ist sie bekennende Anhängerin der Religionspersiflage Fliegendes Spaghettimonster. Wie im November 2014 bekannt wurde, erreichte sie, dass sie auf dem Foto ihres Führerscheins im US-Bundesstaat Utah mit einem Nudelsieb als religiöser Kopfbedeckung abgebildet werden durfte. Dazu sagte sie: „Ich bin stolz darauf, offen Atheistin zu sein. Und ich bin stolz auf den Bundesstaat Utah, der sämtlichen Religionen die gleichen Rechte einräumt.“ 2015 wurde sie wegen einer Trunkenheitsfahrt mit ihrer Tochter verurteilt.

## Filmografie (Auswahl)
- 1994: The Masseuse 2
- 1994: Bangkok Nights
- 1995: Hot Property
- 1996: A Is For Asia
- 1996: Conquest
- 1997: Booby Trapped
- 1997: Satyr
- 1998: Appassionata

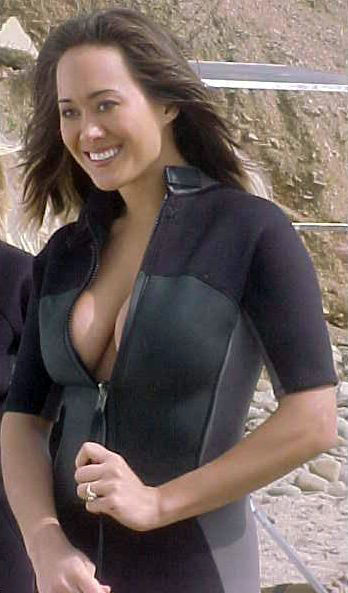
Asia Carrera am Filmset (2002)

- 1998: Zärtliche Biester (Search For The Snow Leopard)
- 1998: Betrayal
- 1998: The Big Lebowski (Cameo in Videoeinspielung)
- 1998: Sensual Experience
- 1998: Wicked Covergirls
- 1998: Flashpoint
- 1999: Obsessive Passion
- 2000: Underworld
- 2000: Dream Quest
- 2001: It’s A Wonderful Life
- 2004: Angels
- 2012: After Porn Ends

## Auszeichnungen
- 1995: AVN Award als Female Performer of the Year
- 2000: AVN Award für Best Couples Sex Scene in Search for the Snow Leopard
- 2001: AVN Hall of Fame
- 2007: XRCO Hall of Fame